# 창덕여자중학교
창덕여자중학교(昌德女子中學校)는 대한민국 서울특별시 중구 정동에 있는 공립 중학교이다.

## 학교 연혁
- 1941년 4월 1일 : 경성 제3공립 고등여학교로 설립하여 종로초등학교 교사 일부를 차용하여 개교(일부 소수 한국인의 입학을 허가)
- 1941년 12월 6일 : 신당동 85번지에 교사 신축 이전
- 1945년 11월 30일 : 본교를 서울시가 인수, 초대 양재순 교장 취임
- 1945년 12월 22일 : 서울 제3공립 고등 여학교로 개교
- 1946년 3월 20일 : 매년 4월 22일을 개교기념 축하일로 정함
- 1947년 9월 1일 : 교명을 서울 제3공립 여자중학교로 개칭
- 1949년 7월 22일 : 신당동 교사에서 재동교사(전 경기여고 자리)로 이전
- 1949년 10월 17일 : 창덕여자중학교로 개명
- 1951년 8월 31일 : 대한민국교육법에 의거 3년제 재동여자중학교로 개편
- 1953년 4월 1일 : 교명을 창덕여자중학교로 환원
- 1973년 2월 18일 : 종로구 재동에서 중구 정동으로 교사 이전
- 2021년 3월 1일 : 제26대 김영화 교장 취임
- 2023년 1월 5일 : 제74회 졸업식
- 2023년 3월 2일 : 제77회 신입생 입학

## 참고 자료
- 창덕여자중학교 - 한국교육학술정보원 학교알리미